# Méteren
Méteren é uma comuna francesa na região administrativa de Altos da França, no departamento do Norte. Estende-se por uma área de 18.44 km². Em 2010 a comuna tinha 2 351 habitantes (densidade: 127,5 hab./km²).